# Zarishat
Zarishat (en arménien Զարիշատ) est une communauté rurale du marz de Shirak en Arménie. Comprenant également la localité d'Erizak, elle compte 102 habitants en 2008.